# 汉努·曼尼宁
汉努·曼尼宁（芬蘭語：Hannu Manninen，1978年4月17日—），芬兰男子越野滑雪、北欧两项运动员。他曾代表芬兰参加1994年、1998年、2002年、2006年、2010年和2018年冬季奥林匹克运动会北欧两项比赛。